# The 42

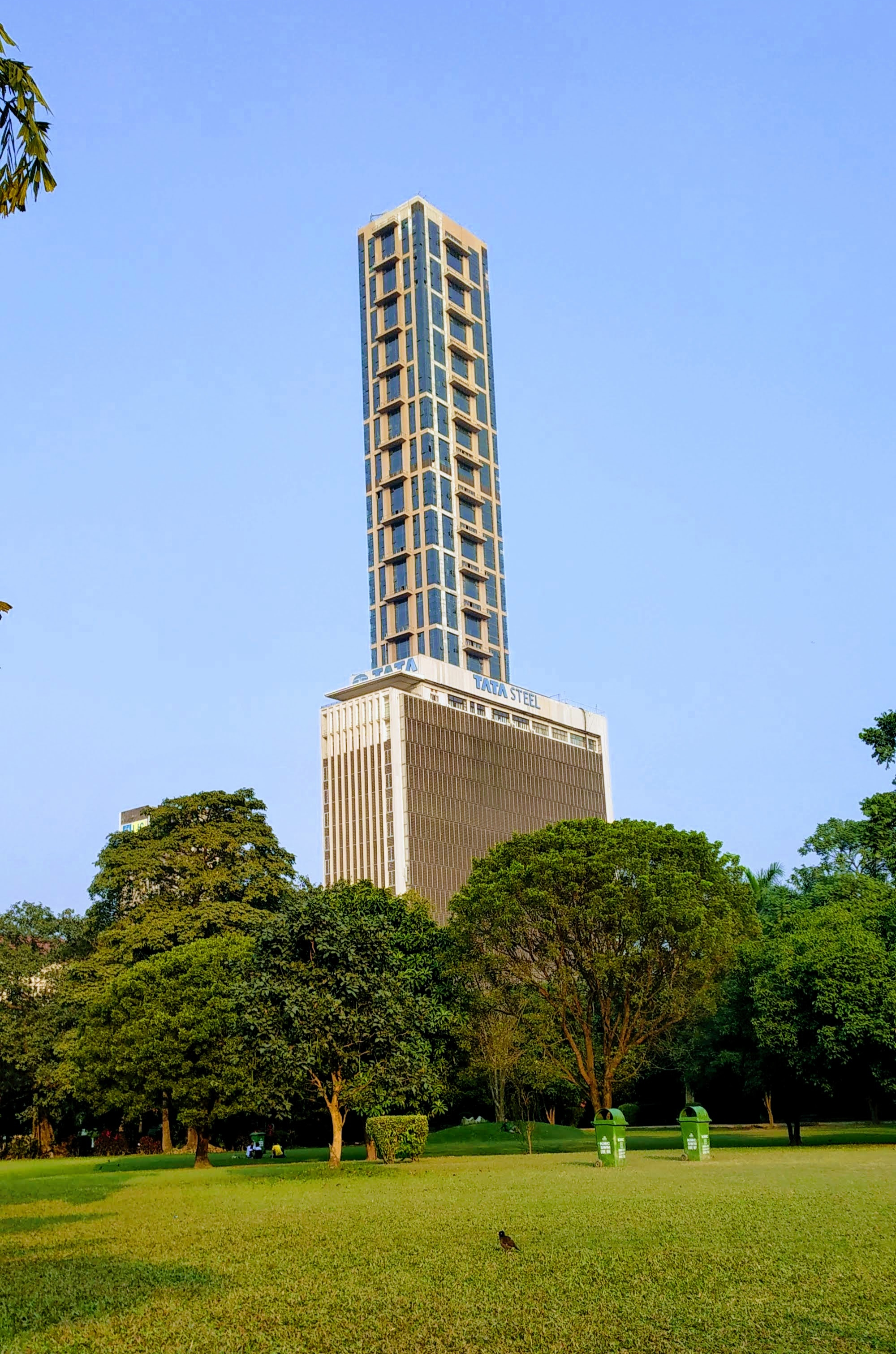
The 42 hinter einem anderen Gebäude

The 42 ist ein Wohnhochhaus in Kalkutta im indischen Bundesstaat Westbengalen. Das Gebäude befindet sich in der Chowringhee Road. Der Bau des Gebäudes war für 2008 geplant, begann aber erst 2010. Der Bau des Gebäudes wurde 2019 abgeschlossen und es war zu diesem Zeitpunkt das höchste Gebäude des Landes. Derzeit ist es das höchste fertiggestellte Gebäude in Indien außerhalb Mumbais.

## Beschreibung
Das von den Bauträgern Mani Group, Salarpuria Sattva Group, Alcove Realty & Diamond Group geplante höchste Wohngebäude Kalkuttas hat 65 Stockwerke. Das Grundstück, auf dem das Gebäude errichtet wurde, gehörte ursprünglich dem Maharaja von Darbhanga.

## Galerie

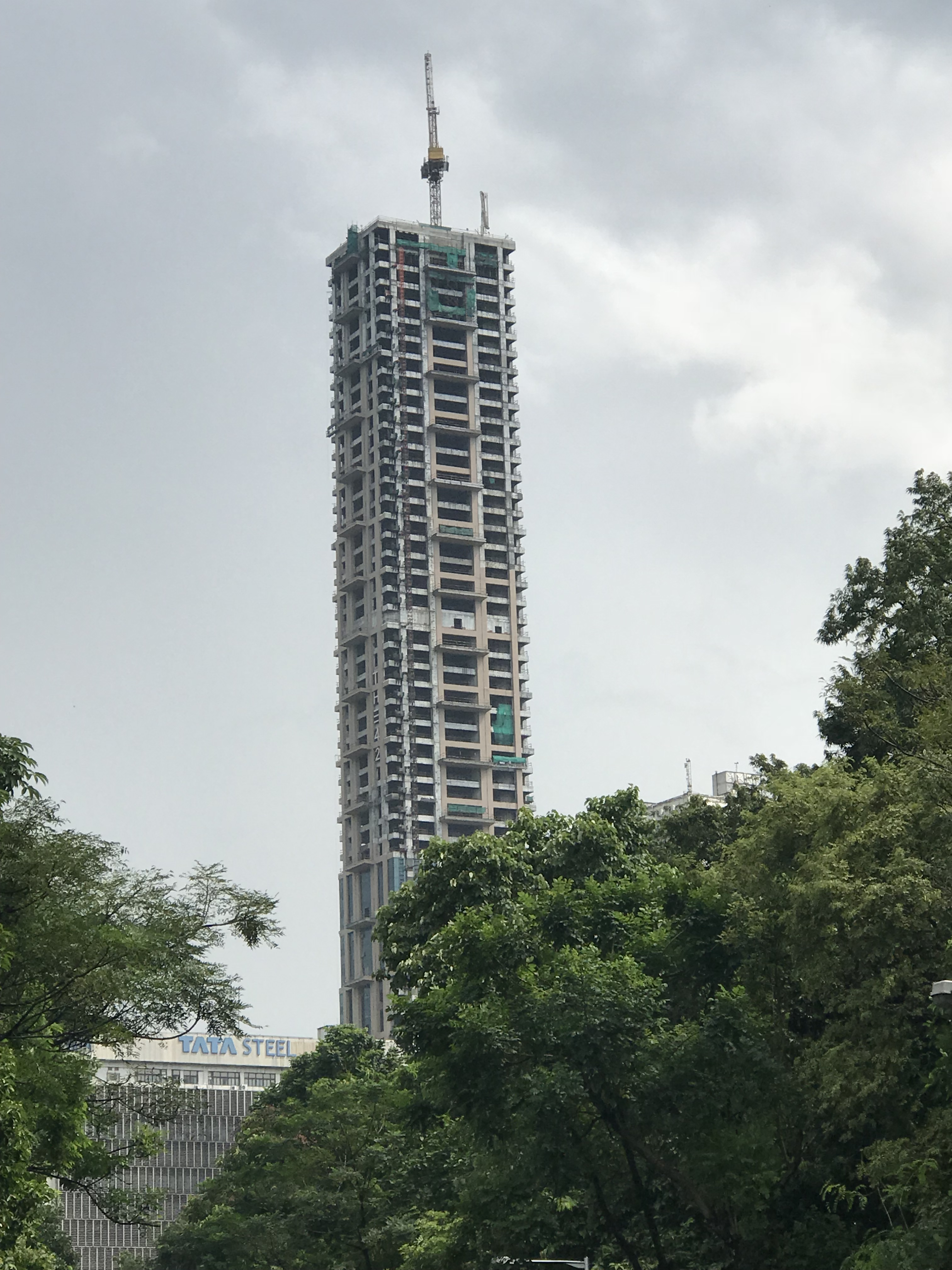
The 42 entsteht zwischen den Gebäuden Jeevan Sudha und Tata
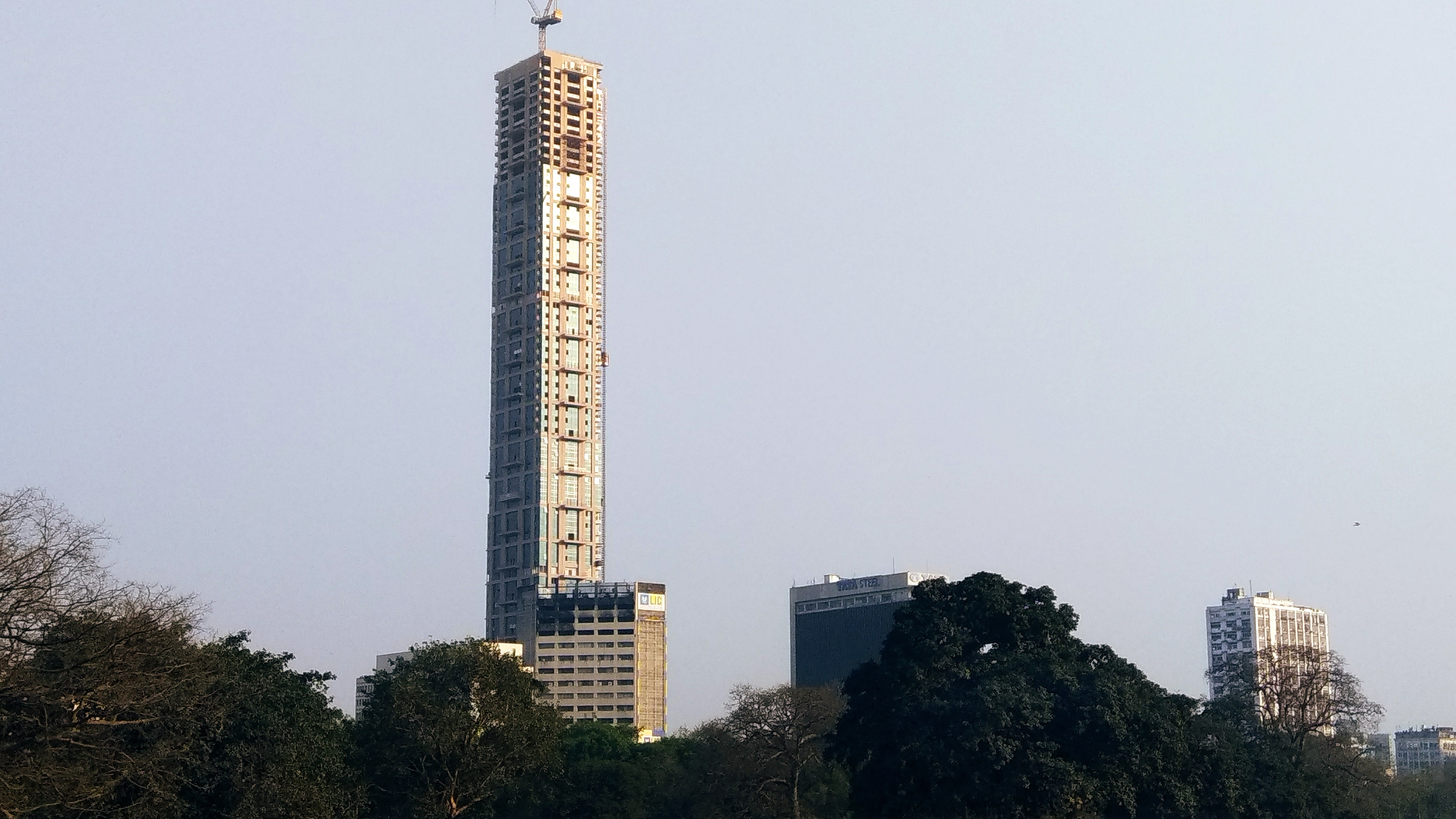
The 42, Baufortschritt 2018
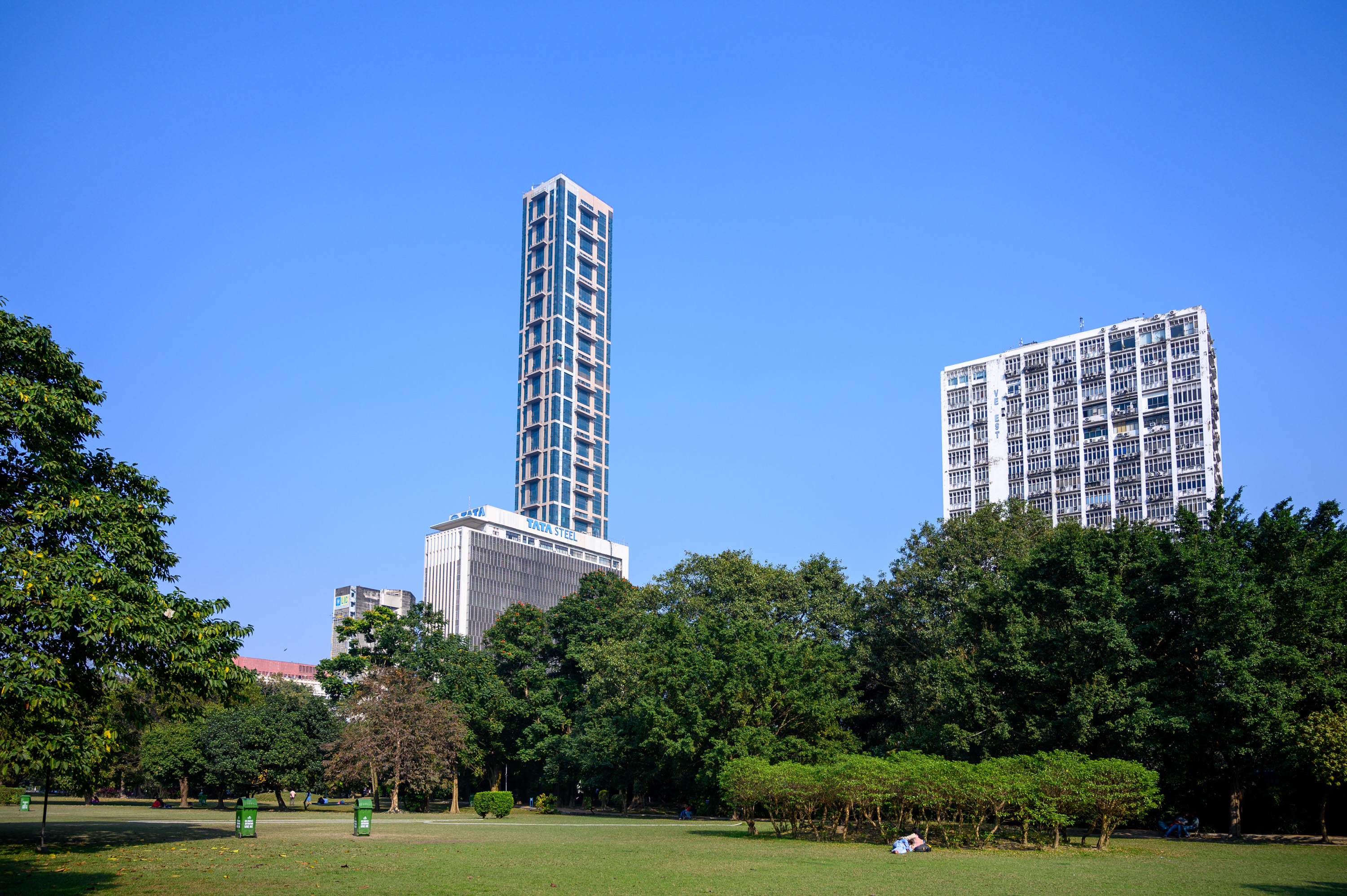
The 42 an einem sonnigen Tag
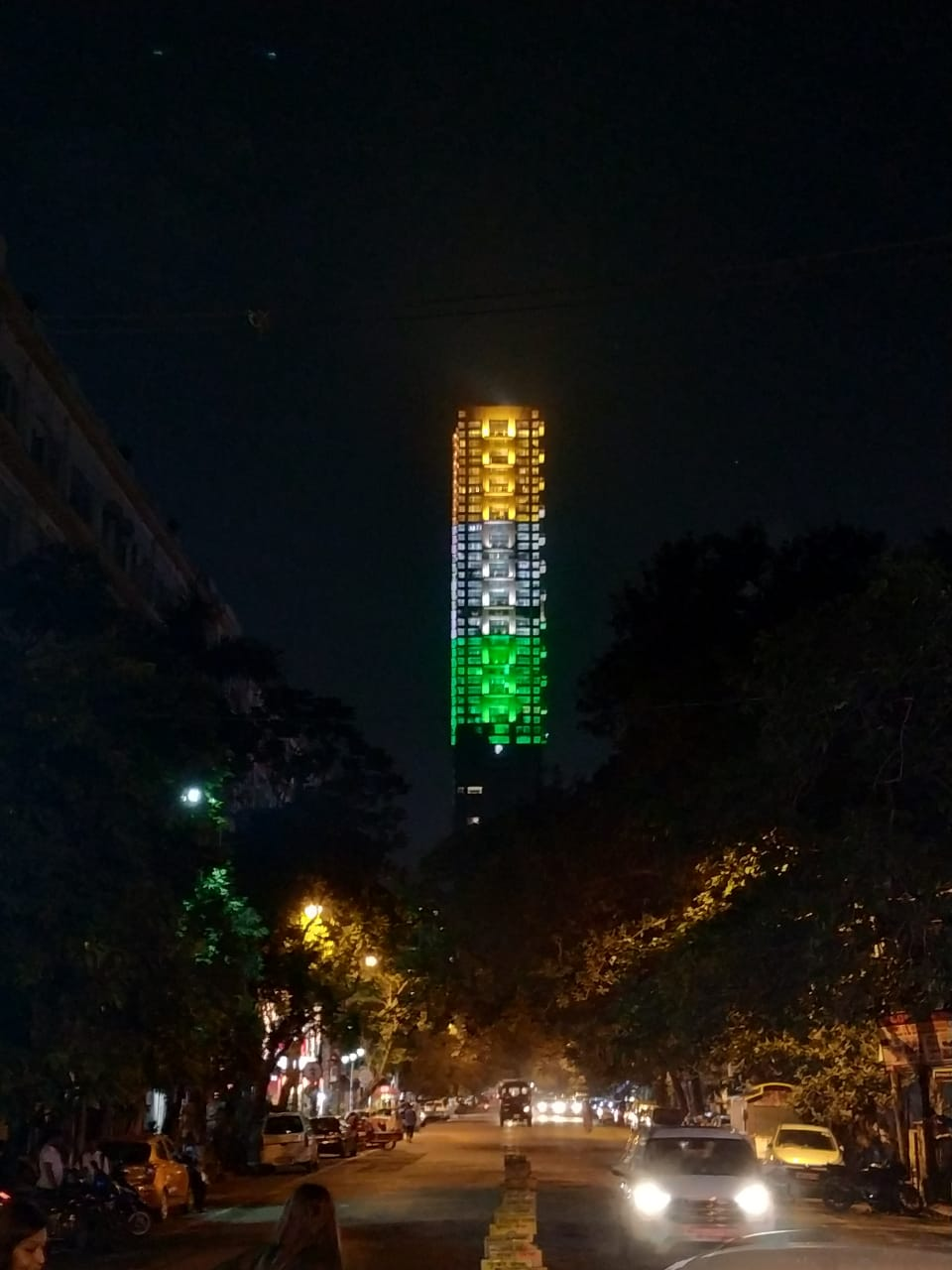
The 42, anlässlich des Unabhängigkeitstags 2019 in den Farben der indischen Trikolore beleuchtet